# Hanns Dahn
Hanns Dahn (* 8. März 1888 in Landsberg am Lech; † 16. Oktober 1969 in München) war ein deutscher Rechtsanwalt.

## Werdegang
Hanns Dahn war ein Enkel des Schriftstellers Felix Dahn. Nach dem Abitur 1906 am Wilhelmsgymnasium München studierte er Rechtswissenschaft in München und Breslau. 1914 ließ er sich als Anwalt in München nieder. Dahn war Mitglied der Thule-Gesellschaft. 1946 wurde er zum Präsidenten der Rechtsanwaltskammer München gewählt und übte dieses Ehrenamt bis 1968 aus. Zeitweise war er auch Vizepräsident der Bundesrechtsanwaltskammer.
Dahn war Mitglied des Aufsichtsrats der Bayerischen Vereinsbank sowie der Vereinigten Kunstmühlen Landshut-Rosenheim.
1959 erhielt er den Bayerischen Verdienstorden und 1968 das Große Verdienstkreuz mit Stern der Bundesrepublik Deutschland.